# Сюй Мэнтао
Сюй Мэнтао (или Сю Ментао, кит. упр. 徐梦桃, пиньинь Xú Mèngtáo; род. 12 июля 1990, Аньшань, Ляонин) — китайская фристайлистка, выступающая в акробатике, олимпийская чемпионка 2022 года и двукратный серебряный призёр Олимпийских игр, чемпионка мира 2013 года, обладательница Кубка мира по фристайлу 2012/13 в общем зачёте, 4-кратная обладательница Кубка мира в зачёте акробатики, многократная победительница этапов Кубка мира. Сюй Мэнтао выигрывала медали в акробатике на шести подряд чемпионатах мира в 2009—2019 годах.
В 2007 году в возрасте 16 лет Сюй Мэнтао завоевала серебро в акробатике на зимних Азиатских играх 2007 года в Чанчуне.
На Олимпийских играх 2010 в Ванкувере 19-летняя Сюй лидировала после первого прыжка финала, однако упала при приземлении после второго прыжка и заняла в итоге шестое место.
Пропустила сезон 2020/21, включая чемпионат мира в Алма-Ате, но вернулась к соревнованиям в сезоне 2021/22. После победы на Олимпийских играх 2022 года пропустила сезон 2022/23, но вернулась в сезоне 2023/24.
18 января 2025 года в Лейк-Плэсиде выиграла свой первый за три года этап Кубка мира. В феврале 2025 года стала чемпионкой зимних Азиатских игр.
Первую победу на этапах Кубка мира Сюй Мэнтао одержала 14 февраля 2009 года в возрасте 18 лет в Москве. Всего на счету китаянки 28 личных и 3 командные победы на этапах Кубка мира в 2009—2025 годах.

## Результаты на крупнейших соревнованиях

### Зимние Олимпийские игры
| Олимпийские игры | Акробатика | Смешанная командная акробатика |
| ---------------- | ---------- | ------------------------------ |
| 2010 Ванкувер    | 6          | н/д                            |
| 2014 Coчи        | 2          | н/д                            |
| 2018 Пхёнчхан    | 9          | н/д                            |
| 2022 Пекин       | 1          | 2                              |

### Чемпионаты мира
| Чемпионат мира     | Акробатика   | Командная акробатика |
| ------------------ | ------------ | -------------------- |
| 2009 Инавасиро     | 2            | н/д                  |
| 2011 Дир-Вэлли     | 2            | н/д                  |
| 2013 Восс          | 1            | н/д                  |
| 2015 Крайшберг     | 3            | н/д                  |
| 2017 Сьерра-Невада | 3            | н/д                  |
| 2019 Парк-Сити     | 3            | 2                    |
| 2021 Алма-Ата      | Не выступала | Не выступала         |